# Charaxes polyxena
Charaxes polyxena är en fjärilsart som beskrevs av Pieter Cramer 1775/76. Charaxes polyxena ingår i släktet Charaxes och familjen praktfjärilar. Inga underarter finns listade i Catalogue of Life.